# Andresia (borstelworm)
Andresia  is een geslacht van borstelwormen uit de familie Polynoidae. Het lichaam van deze wormen bestaat uit een kop, een cilindrisch, gesegmenteerd lichaam en een staartstukje. De kop bestaat uit een prostomium (gedeelte voor de mondopening) en een peristomium (gedeelte rond de mond) en draagt gepaarde aanhangsels (palpen, antennen en cirri).

## Soorten
Deze lijst is mogelijk niet compleet.
- A. ampullifera